# Arp Schnittger
Arp Schnittger (* 30. April 1971) ist ein deutscher Biologe und Professor für Entwicklungsbiologie an der Universität Hamburg.

## Werdegang
Von 1992 bis 1997 absolvierte Arp Schnittger sein Diplomstudium der Biologie an der Universität Tübingen und der University of Washington in Seattle (USA). 2001 promovierte er in Genetik an der Universität Tübingen. Von 2001 bis 2007 war er Gruppenleiter am Lehrstuhl für Botanik an der Universität zu Köln und habilitierte 2007 in Botanik. Zwischen 2007 und 2014 war er Forschungsgruppenleiter und zwischen 2009 und 2013 Abteilungsleiter am Institut de biologie moléculaire des plantes in Straßburg (Frankreich). Seit 2014 ist Arp Schnittger Professor für Entwicklungsbiologie an der Universität Hamburg.

## Forschungsschwerpunkte
Arp Schnittger forscht an der Kontrolle der Mitose (Ablauf der mitotischen Phasenübergänge, vor allem der Kontrolle des Ausgangs der Mitose durch den spindle checkpoint), sowie der Kontrolle der Meiose (Eintritt in die Meiose und die Umprogrammierung einer somatischen Zelle in eine Meiozyte sowie der Ablauf der meiotischen Phasen) und der Kontrolle der DNA-Reparatur (Auswahl und Umschalten von verschiedenen Reparaturmechanismen).

## Auszeichnungen und Ehrungen
- European research council (ERC) award for young investigators (ERC starting grant), 2008
- European molecular biology organization award for young investigators (EMBO YIP), 2007
- Volkswagen Stiftung: Independent Young Investigator, 2004–2007
- European molecular biology organization (EMBO) short term fellowship, Mai 1999
- Studienstiftung des Deutschen Volkes, 1995–1997

## Publikationen (Auswahl)
- C. Yang, Y. Hamamura, K. Sofroni, F. Böwer, S.C. Stolze, H. Nakagami, A. Schnittger: SWITCH 1/DYAD is a WINGS APART-LIKE antagonist that maintains sister chromatid cohesion in meiosis. In: Nat Commun. 10, 2019.
- S. Komaki, A. Schnittger: The spindle assembly checkpoint in Arabidopsis is rapidly shut off during severe stress. In: Dev Cell. 43, 2017, S. 172–185.
- X. Zhao, J. Bramsiepe, M. Van Durme, S. Komaki, M. Ada Prusicki, D. Maruyama, J. Forner, A. Medzihradszky, E. Wijnker, H. Harashima, Y. Lu, A. Schmidt, D. Guthörl, R. Sahún Logroño, Y. Guan, G. Pochon, U. Grossniklaus, T. Laux, T. Higashiyama, J. U. Lohmann, M. K. Nowack, A. Schnittger: RETINOBLASTOMA RELATED1 mediates germline entry in Arabidopsis. In: Science. 356, 2017, S. 6336.
- M. K. Nowack, H. Harashima, N. Dissmeyer, A. K. Weimer, X.-A. Zhao, D. Bouyer, F. De Winter, Y. Fang, A. Schnittger: Genetic framework of cyclin-dependent kinase function in Arabidopsis. In: Dev Cell. 22, 2012, S. 1030–1040.
- M. K. Nowack, R. Shirzadi, N. Dissmeyer, A. Dolf, E. Endl, P. E. Grini, A. Schnittger: Bypassing of genomic imprinting allows seed development. In: Nature. 447, 2007, S. 312–315.
- M. K. Nowack, P. E. Grini, M. J. Jakoby, M. Lafos, C. Koncz, A. Schnittger: A positive signal from the fertilization of the egg cell sets off endosperm proliferation in angiosperm embryogenesis. In: Nature Genetics. 38, 2006, S. 63–67.